# Eila Rinne
Eila Rinne (18 de junio de 1920 – 19 de enero de 1991) fue una actriz teatral, cinematográfica y televisiva finlandesa.

## Biografía
Nacida en Víborg, Finlandia, en el seno de la reconocida familia de intérpretes Rinne, su padre era Einar Rinne, su madre la actriz Eine Laine, y sus tíos los también actores Jalmari Rinne y Joel Rinne. 
Actuó en varias producciones cinematográficas y televisivas, entre ellas Täällä Pohjantähden alla (1968), cinta en la que hacía el papel de Aliina Laurila. En su faceta teatral, fue actriz del Helsingin kaupunginteatteri, en Helsinki, donde participó en obras como el musical El violinista en el tejado. 
Además de su trabajo interpretativo, Rinne fue profesora en la Academia de Teatro de la Universidad de las Artes de Helsinki.
Por su trayectoria artística, Eila Rinne fue premiada en el año 1969 con la Medalla Pro Finlandia.
Eila Rinne falleció en el año 1991 en Helsinki. Había estado casada con el actor Kalevi Kahra. 

## Filmografía (selección)
- 1948 : Kilroy sen teki
- 1949 : Jossain on railo
- 1968 : Täällä Pohjantähden alla
- 1969 : Punatukka
- 1980 : Vámmentes házasság